# 2XMM J153244.0+324248
2XMM J153244.0+324248 è una galassia ultra-luminosa all'infrarosso situata in direzione della costellazione della Corona Boreale. La sua luce ha impiegato oltre 7,5 miliardi di anni per giungere fino alla Terra (light travel time) che equivale ad una distanza comovente di circa 10,3 miliardi di anni luce.
Ha una luminosità bolometrica approssimativamente di 1013 luminosità solari, un dato coerente con quello di altre galassie luminose all'infrarosso ed uno spettro ottico simile a quello di una galassia di Seyfert 2.
Altre galassie con caratteristiche simili sono: IRAS F10214+4724 e IRAS 09104+4109.
La forte emissione nell'infrarosso è provocata dall'intenso starburst e dall'accrescimento intorno ad un buco nero supermassiccio che producono un radiazione primaria a breve lunghezza d'onda che è bloccata da polvere oscurante, quindi nuovamente scaldata e irradiata nella banda dell'infrarosso.